# Чайка чорноголова
Чайка чорноголова (Vanellus melanocephalus) — вид птахів родини сивкових (Charadriidae).

## Поширення
Ендемік Ефіопського нагір'я. Мешкає як у вологих, так і в сухих гірських середовищах існування, включаючи луки, пустирі та болота.

## Опис
Птах завдовжки близько 34 см і вагою від 200 до 228 г. Оперення сіро-буре з жовтими наростами на голові, білою смугою над очима, чорними тім'ям, підборіддям і горлом, верх має зеленуватий відтінок, на грудях помітні чіткі чорні плями з світлими смугами, низ білий. Пір'я на голові можна підніматися в гребінець.